# Faktis
Faktis (abgeleitet von frz. caoutchouc factice = „künstlicher Kautschuk“), auch bekannt als Ölkautschuk, ist ein gummiartiger Werkstoff, der durch Vernetzung ungesättigter Mineral- und Pflanzenöle, in Europa vor allem von Raps- (Rüb-) und Rizinusöl sowie in Amerika zusätzlich von Sojaöl, entsteht. Dabei ähnelt die Herstellung etwa der Vulkanisierung von Kautschuk. Zur Vernetzung werden Schwefel, Sauerstoff, Chlorschwefel, Siliciumtetrachlorid und Diisocyanate verwendet.

## Zusammensetzung
Je nach Einsatzstoffen und Herstellungsverfahren variiert die Zusammensetzung der unterschiedlichen Faktisarten. Der Mineralölanteil liegt zwischen 0 und 30 Prozent, schwefelhaltige Faktisarten enthalten bis ca. 5 Prozent freien Schwefel. Das Material hat in der Regel eine ähnliche Dichte wie Wasser (1,0 bis 1,1 g/cm3).

## Einsatz und Formen
Faktis dient als Gummiermittel sowie als Zusatz für Kautschuk und ähnliche Werkstoffe, die als Elastomere oder Füllstoffe eingesetzt werden. Dabei wirkt er vor allem positiv auf die Verarbeitungseigenschaften und ist zudem formstabilisierend und alterungsverzögernd. Als Additiv wird Faktis auch in Lacken, Firnissen, Klebstoffen, Schmierstoffen und verschiedenen Kunststoffen sowie Linoleum verwendet. Dem Faktis selbst werden je nach Anwendungszweck Weichmacher, Stabilisatoren sowie anteilig mineralische Öle beigesetzt.
Aufgrund seiner Eigenschaften und der Herstellung werden unterschiedliche Formen des Faktis unterschieden. Der weiße Faktis ist hell und eindrückbar (verformbar), außerdem mehr oder weniger brüchig. Er ist unstabilisiert und enthält neben Schwefelbestandteilen auch Chlorzusätze. Er findet beispielsweise Anwendung als Radiergummi. Brauner Faktis ist dagegen aufgrund des höheren Schwefelanteils dunkler und kann je nach Verarbeitung viskos-flüssig bis hart sein.

## Entwicklung
Die Entwicklung des Faktis erfolgte etwa zur gleichen Zeit wie die Entdeckung der Vulkanisation des Kautschuks als Reaktion auf die hohen Kautschukpreise. Dabei wurde das erste faktisähnliche Produkt 1846 durch eine Behandlung von Rapsöl mit Salpetersäure hergestellt, 1853 erfolgte der erste Schwefelfaktis. 1858 bekam der Faktis seinen Namen als Ableitung des französischen Begriffs Caoutchuoc factice. In der Folge wurde die Faktisproduktion weiter verbessert und standardisiert, wodurch sich gleichbleibende Qualitäten sowie verschiedene Varianten des Faktis für unterschiedliche Einsatzbereiche einstellten.

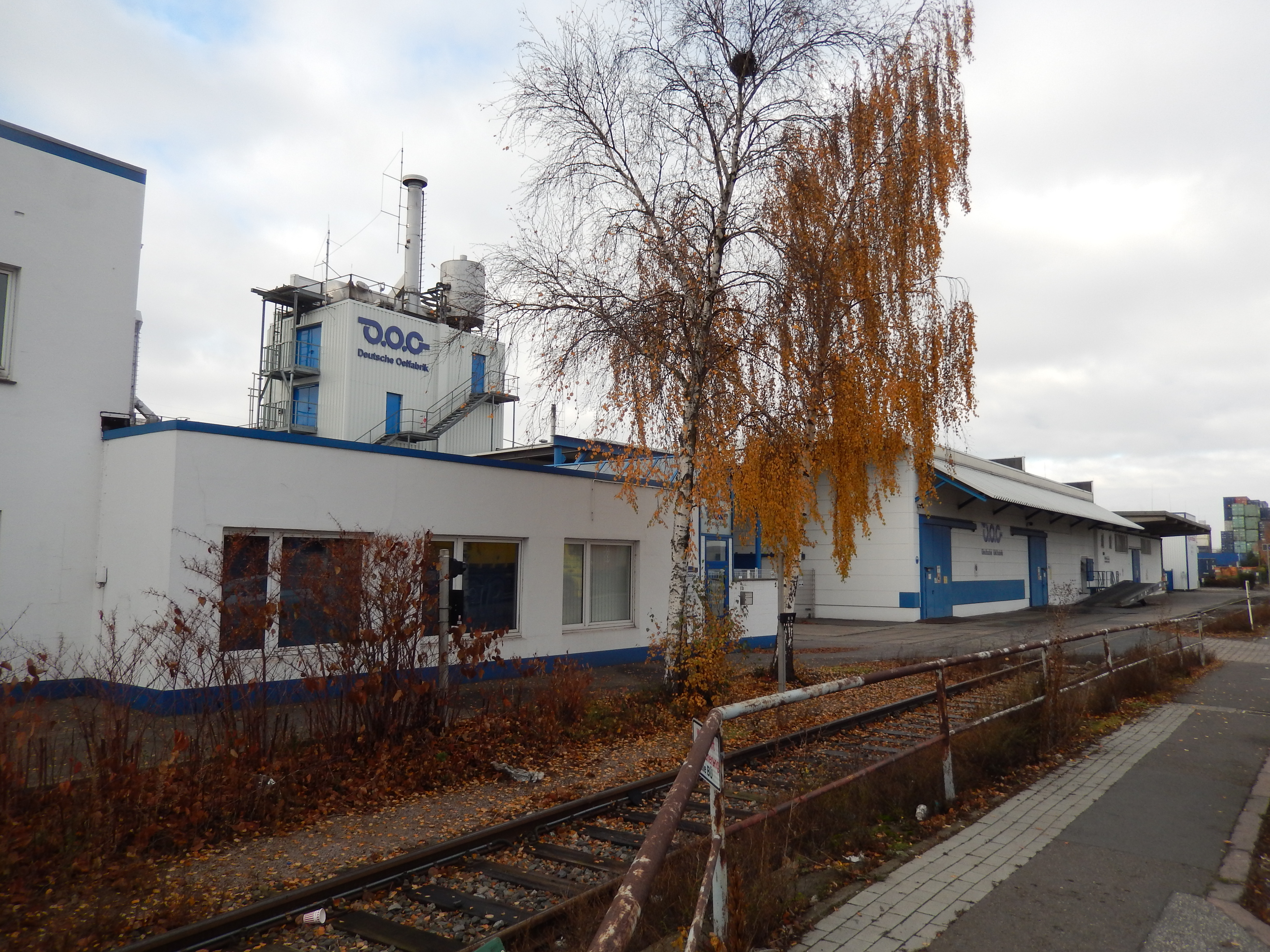
DOG Deutsche Oelfabrik, Hamburg

Das Hamburger Unternehmen Deutsche Oelfabrik Gesellschaft für chemische Erzeugnisse stellt seit 1902 Faktis für die Gummiindustrie her. Seit einer Ausweitung der Produktionskapazität im Jahr 2004 ist das Unternehmen der weltweit größte Faktishersteller.